# Municipio de Rock Creek (condado de Cowley)
El municipio de Rock Creek (en inglés: Rock Creek Township) es un municipio ubicado en el condado de Cowley en el estado estadounidense de Kansas. En el año 2010 tenía una población de 243 habitantes y una densidad poblacional de 2,64 personas por km².

## Geografía
El municipio de Rock Creek se encuentra ubicado en las coordenadas 37°25′34″N 96°58′43″O / 37.42611, -96.97861. Según la Oficina del Censo de los Estados Unidos, el municipio tiene una superficie total de 92.2 km², de la cual 91,43 km² corresponden a tierra firme y (0,84 %) 0,78 km² es agua.

## Demografía
Según el censo de 2010, había 243 personas residiendo en el municipio de Rock Creek. La densidad de población era de 2,64 hab./km². De los 243 habitantes, el municipio de Rock Creek estaba compuesto por el 97,94 % blancos, el 1,23 % eran amerindios, el 0,82 % eran de otras razas. Del total de la población el 0,82 % eran hispanos o latinos de cualquier raza.